# Biserica „Sfântul Averchii” din Tudora
Biserica „Sf. Averchii” este o biserică amplasată în Tudora, raionul Ștefan Vodă, Republica Moldova. Este un monument arhitectural de importanță națională inclus în Registrul monumentelor Republicii Moldova ocrotite de stat cu nr. 349 (raionul Ștefan Vodă). Datează din 1866.